# Birinic
Le Birinic est un jeu traditionnel d'origine bretonne, on en trouve encore quelquefois dans les cafés de cette région.

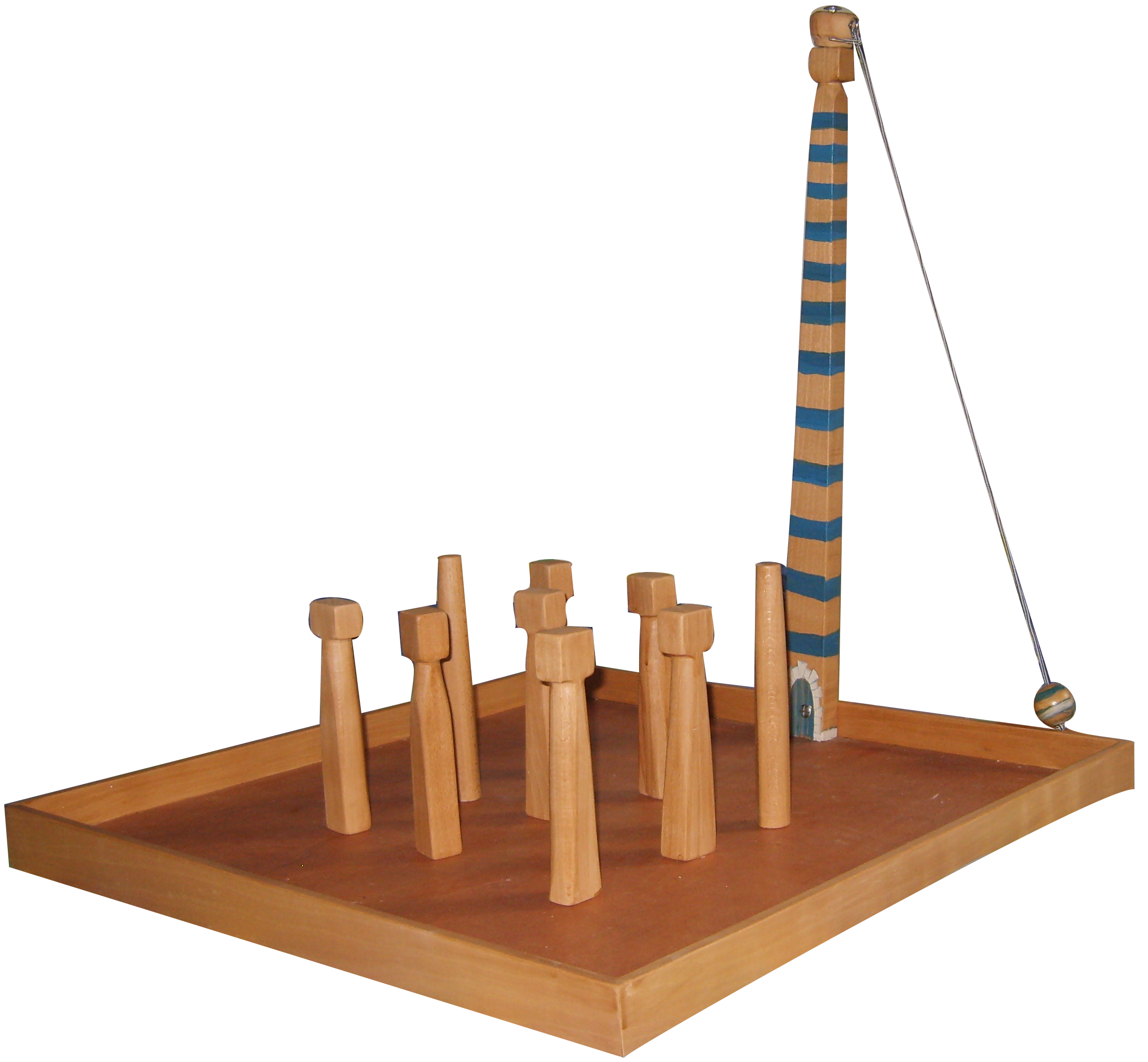
Version de table du jeux breton le birinic. Le principe: lancer une boule accrochée au mat et essayer de "dégommer" toutes les quilles

Une version moderne est développée par la société « Géant ! Jeux suis en bois », composé d'une petite table où sont posées neuf quilles, et d'un mât ou est accrochée une bille de bois au bout d'une corde.

## Règles
Les joueurs, chacun à leur tour, lancent la bille. Celle-ci tourne autour du mât.
La gravitation la fait descendre jusqu'à faire tomber les quilles.
Celui qui en fait tomber le plus a gagné la partie.